# Willi Auerswald
Willi (Wilhelm) Auerswald (ur. 24 grudnia 1894 w Löbau, zm. 1956) – zbrodniarz nazistowski, członek załogi niemieckiego obozu koncentracyjnego Mauthausen-Gusen i SS-Hauptscharführer.
Członek NSDAP od 1 maja 1934 (nr legitymacji partyjnej 2418885) i Waffen-SS, który należał do kierownictwa podobozu KL Mauthausen - Steyr od wiosny 1942 do listopada 1944. Auerswald pełnił między innymi funkcję Rapportführera, Arbeitseinsatzführera i kierownika obozowej poczty. Był postrachem całego podobozu w Steyr. Przeprowadził liczne egzekucji przez powieszenie i zajmował się wykonywaniem kar nałożonych na więźniów. Oprócz tego Auerswald bił więźniów między innymi kijem, pałką czy biczem. Od listopada 1944 był z kolei komendantem podobozu St. Aegyd.
Auerswald został osądzony w procesie załogi Mauthausen-Gusen (US vs. Willi Auerswald i inni) przed amerykańskim Trybunałem Wojskowym w Dachau w dniach 2–17 lipca 1947] Za maltretowanie więźniów, wymierzanie okrutnych kar i nadzorowanie egzekucji przez powieszenie skazano go na karę śmierci przez powieszenie. W akcie łaski karę zamieniono jednak na dożywocie 21 grudnia 1948. W kwietniu 1955 Auerswald został wypuszczony z więzienia. Zmarł w rok później.